# 小田急60000形電車
小田急60000形電車（おだきゅう60000がたでんしゃ）は、2008年（平成20年）から小田急電鉄が運用している特急用車両（ロマンスカー）である。
小田急では、編成表記の際「新宿寄り先頭車両の車両番号（新宿方の車号）×両数」という表記を使用している ため、本項もそれに倣い、特定の編成を表記する際には「60051×4」「60253×6」のように表記する。また、特に区別の必要がない場合は東京地下鉄（東京メトロ）千代田線・有楽町線をまとめて「地下鉄線」と表記し、7000形は「LSE車」、10000形は「HiSE車」、20000形は「RSE車」、30000形は「EXE車」、50000形は「VSE車」、本形式60000形は「MSE車」、箱根登山鉄道箱根湯本駅へ乗り入れる特急列車については「箱根特急」と表記する。

## 概要
日本では初めての事例となる「座席指定制特急列車の地下鉄直通」を目的として登場した特急車両 で、2012年3月17日以降は東海旅客鉄道（JR東海）御殿場線に直通する特急「あさぎり」（現：ふじさん）でも運用が開始されている。
「多彩な運行が可能な特急列車」という意味で "Multi Super Express"（略して「MSE」）という愛称が設定され、2008年にはワトフォード会議（Watford Group）の第10回ブルネル賞車両部門奨励賞を、同年度には日本産業デザイン振興会のグッドデザイン賞を、2009年（平成21年）には鉄道友の会のブルーリボン賞を受賞した。

### 登場の経緯
小田急の前身となる小田原急行鉄道は、もともとは東京都内の地下鉄事業を行う計画で1919年に立ち上げられた東京高速鉄道 の延長線として設立された鉄道会社であった。この東京高速鉄道は、実際に地下鉄の建設には着手されないまま1924年（大正13年）に免許が失効している。
戦後間もない1946年に、東京急行電鉄（大東急）では「鉄道復興3カ年計画」の中で、郊外電鉄の都心乗り入れを計画として盛り込んでいた。大東急から小田急電鉄として分離発足した直後の1948年8月には、南新宿駅から東京駅までの地下鉄敷設免許を申請していた。出願後しばらくは自社内の輸送力増強に追われて動きがなかった が、1955年頃には箱根と日光を直結することを想定し、将来東武鉄道と連絡することを付記した上で出願路線の一部を変更していた。これらの計画は結局実現しないままであったが、北千住駅で東武鉄道と接続している帝都高速度交通営団（営団地下鉄・当時）千代田線が1978年3月31日に全通し、小田急と相互乗り入れを開始している。
その後、小田急と東京メトロでは、小田急のロマンスカーを千代田線に乗り入れる計画を2005年5月17日に発表した。この計画では、小田急が地下鉄線乗り入れに対応した新型特急車両を製造し、平日夕方に湯島駅から町田駅・相模大野駅の運行を行い、土休日には新宿発着の特急に使用する計画となっていた。2006年秋には車両仕様が発表され、VSE車に続いて岡部憲明がデザインや設計を担当し、2007年9月に竣工と公表された。
こうして、日本で初めてとなる、地下鉄線に直通する座席指定制特急車両として登場したのがMSE車である。

## 車両概説
本節では、登場当時の仕様を基本として、増備途上での変更点を個別に記述する。
MSE車は全長20mの車両による4両固定編成と6両固定編成が製造され、分割・併合に対応した10両編成を組成可能とした。形式は先頭車が制御車のクハ60050形で、中間車は電動車のデハ60000形である。車両番号については巻末の編成表を参照のこと。全体的にVSE車のデザイン思想を継承した。

### 車体
1号車と10号車は車体長19,720 mm・全長20,220 mm、それ以外の車両が車体長19,500 mm・全長20,000 mmで、車体幅は地下鉄線乗り入れに対応した2,850 mmとした。車体は全てアルミニウム合金製で、10両編成組成時に両端となる1号車と10号車の先頭部分はシングルスキン構造、それ以外の部分はダブルスキン構造とし、構体の型枠は一部を除きVSE車と同じものを使用した。
| 10両編成組成時に両端となる先頭車（1・10号車） |  | 10両編成組成時に中間に入る先頭車（6・7号車） |
| 10両編成組成時に両端となる先頭車（1・10号車） |  | 10両編成組成時に中間に入る先頭車（6・7号車） |

先頭部の形状は2種類存在し、10両編成組成時に両端となる1・10号車については正面に非常用の貫通扉を設けている流線形である。これに対し、10両編成組成時に中間に入る6・7号車については正面に貫通扉が設けられた貫通型である。正面貫通扉は1・10号車が片開き式プラグドア、6・7号車は両開き式プラグドアである。いずれの先頭車も、運転室は通常の床高さに設置された。この2種類の先頭形状は全く異なるものであるが、6・7号車でも側面からエッジを回りこませることにより、同じイメージを持たせることを意図してデザインされた。デザインを担当した岡部は「もっともデザイン作業の時間がかかった部分ではないか」と述べている。前面ガラスは厚さ13.1mmの合わせ強化ガラスで、中間膜1枚を挟み込んだ上で室内側から飛散防止フィルムを貼ることで乗務員の保護を図った。
側面客用扉は各車両とも1箇所で、片開き引戸が採用され、扉幅は全車両とも900 mm幅とした。側面窓の配置については、窓枠の幅を1,966 mmとし、これを連続させた。1号車・6号車・7号車・10号車の乗務員室部分には500 mm幅の乗務員扉を配置した。車両間の貫通路は850 mm幅である。

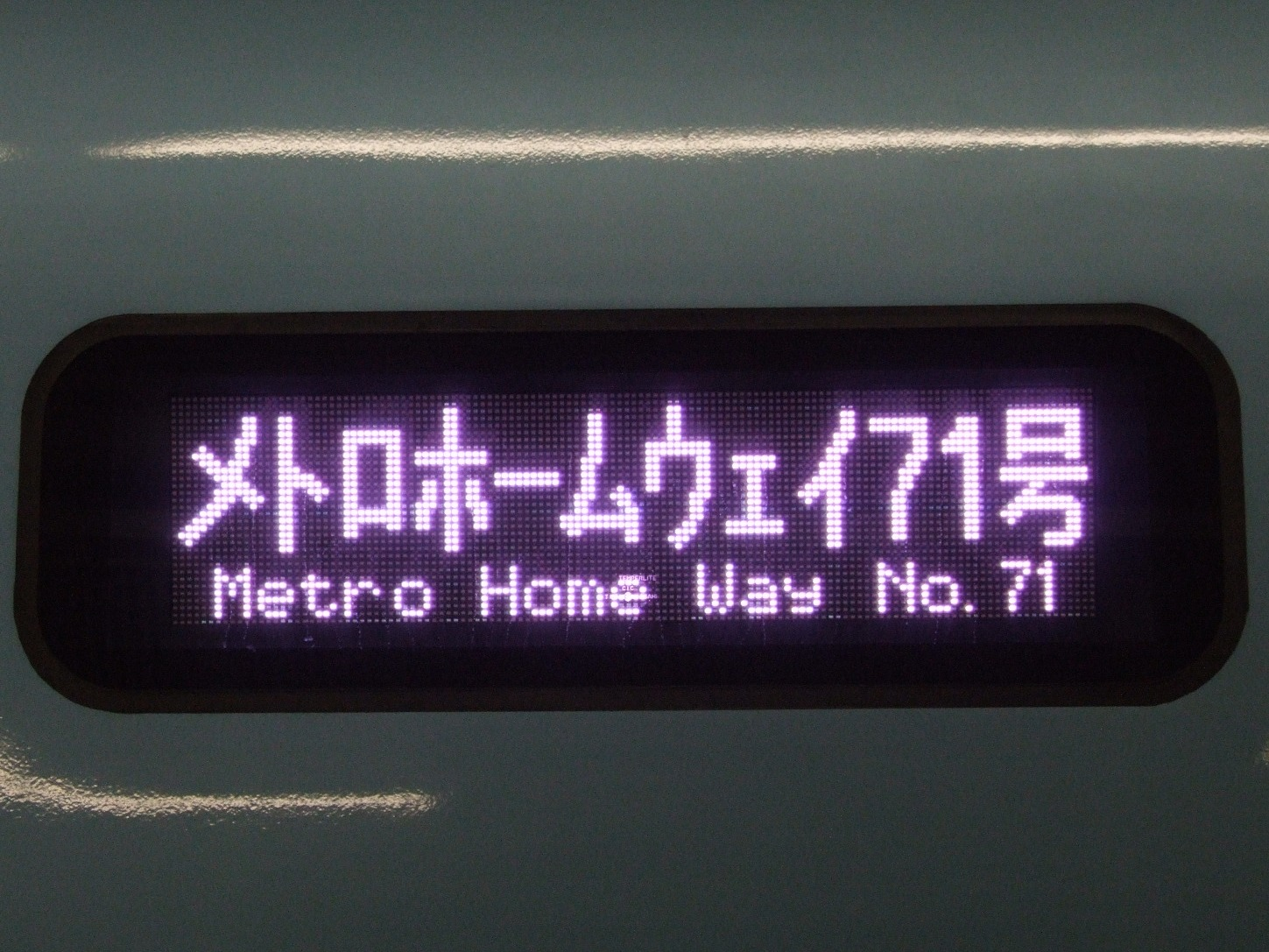
側面表示器

前面・側面の表示器はフルカラー発光ダイオード (LED) 式を採用し、小田急線内では前面に愛称・側面に愛称と号数を、地下鉄線内では前面は愛称と運行番号の交互表示・側面は愛称・号数と行き先の交互表示を行う。また、任意の文字を愛称として登録することが可能な「任意愛称表示」を新たな機能として導入した。
塗装デザインは「地下鉄路線でも明るく見えるように」という岡部の提案により、屋根上の冷房装置のカバーも含めてメタリック系の青色であるフェルメール・ブルー■を基調とし、窓下にはバーミリオン■帯とホワイト□の細帯を配置した。バーミリオンは小田急ロマンスカーのイメージカラーとしてSE車・NSE車・LSE車・VSE車において使用されており、これを継承したものである。
ロゴは、VSE車と同様のデザインが採用され、バーミリオンのカラーで車体に描かれている。またこのようなMSE車と同様の表記のロゴは、後に登場するEXE車のリニューアル車両である｢EXEα｣に採用された。

### 内装

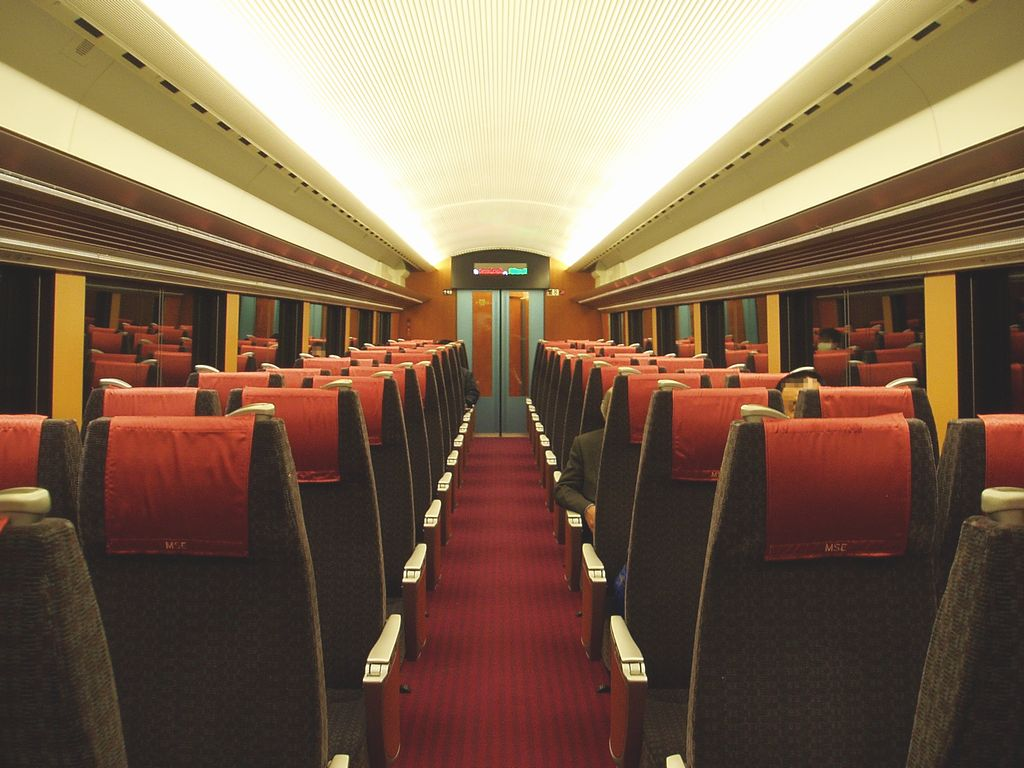
車内

室内は、EXE車をベースとして設計し、ビジネス特急として落ち着いた雰囲気となることを図った。
座席は回転式リクライニングシートを採用、シートピッチは983 mmで配置した。このシートピッチはEXE車の1,000 mmよりも狭いが、座席の背もたれを薄くすることで足元空間は逆にEXE車より42 mm広く確保された。また、前後の座席がリクライニングさせた状態でも回転が可能な形状とした。各座席の肘掛にはA4版ノートパソコンを置くことが可能な収納式テーブルを設置したが、テーブルを出したままでも座席の回転が可能な形状とした。また、座席背面には傘かけを設置した。座席表地は濃いグレーとした。一斉回転機構はEXE車と同様に電動式が採用された が、奇数列の回転が完了する前に偶数列の回転が開始される設定とすることで、短時間での折り返しが可能となるように配慮した。肘掛と背もたれ上部の手掛けはともにアルミ製である。
天井高さは2,340 mmを確保し、大きな円弧を描くスパンドレル構造とし、電球色の蛍光灯による間接照明とした。室内の内壁は木目調化粧板とし、床には赤系統のカーペットを敷きつめた。荷物棚下には電球色のLED式直接照明装置を設置したが、火災時に溶融滴下を防止するため、LEDのユニットはガラス内に収める構造とした。通路上には車内案内表示用にフルカラー式LED表示装置を設置し、日本語以外に表示内容によって英語・中国語（繁体字）・韓国語による表示を可能とした。また、車掌が乗客の対応中に、運転士が車掌を呼び出せるように、運転台からの操作で車掌の呼び出しを表示する機能を有している。
出入台部分では白いパイプが妻板に突き刺さった構図など、前衛芸術的な造形物もあるが、これは出入台部分でも間接照明を実現するためのもので、白いパイプには灯具が上向きに収められている。客室と出入台の間にある仕切り扉は車体色と同じ「フェルメール・ブルー」で、車椅子対応座席のある5号車・8号車は幅広の両開きとし、それ以外の箇所は片開き850 mm幅とした。仕切り扉には大きなガラスをはめ込んだ構造としたほか、縦方向全長に渡って手掛けとなる溝を設けた。2009年に増備された車両からは、出入台に防犯カメラを設置した。5号車には、車椅子に乗ったままで車窓を楽しめるスペースを確保し、保護棒と簡易車椅子固定装置を設けた。また、4号車には車内専用の車椅子を用意した。
3号車の新宿側車端部と9号車の小田原側車端部にはカフェカウンターと清涼飲料水(キリンビバレッジ)自動販売機を設置した。カフェカウンターはワゴンによる車内販売の拠点となるため、ワゴンを2台収納することが可能なスペースを確保した ほか、備品盗難防止のため横スライド式シャッターを設けた。カフェカウンターの前の通路には、日本の鉄道車両としては初めて自動体外式除細動器 (AED) が設置された。この箇所は客室との明確な区別のため薄茶色系としている。
2号車の新宿側車端部と5号車・8号車の小田原側車端部には男女共用洋式トイレ・男性小用トイレ・洗面所を配置した。このうち5号車と8号車の男女共用トイレについては車椅子にも対応し、オストメイトやベビーベッドも備えた「ゆったりトイレ」としており、トイレ内で転倒した場合にも対応できるように床下近くにも非常通報装置を設けた。洗面所にはカーテンを設けた。
ただし地下鉄直通という設計ということもあり、前面展望席は本系列には設定されなかった。運転席は地下鉄車両などと同様に客室と同じ高さにある。

### 主要機器
主要機器は4000形通勤車と共通点が多くなっている。

#### 乗務員室
| 10両編成組成時に両端となる運転台 |  | 「自動ほろ装置」により接続された中間の運転台 |
| 10両編成組成時に両端となる運転台 |  | 「自動ほろ装置」により接続された中間の運転台 |

運転士が乗務する乗務員室（運転室）は、背後の客室から見られることを前提とした「魅せる乗務員室」とするとともに、乗務しやすい環境となることを目指した。設計には運転士の経験者が携わった ほか、特に10両編成組成時に編成の中間に入る6号車・7号車の運転台については、モックアップの作成により現業の運転士からの意見も集約して反映させた。
10両編成組成時に両端となる1号車・10号車の運転台と、編成の中間に入る6号車・7号車では運転台の構造は異なる。共通事項として、運転に必要な機器類は運転席周りに集約し、主幹制御器を4000形と共通の左手操作ワンハンドル式とした ほか、2種類の運転台で機器配置を極力統一し、運転士が頻繁に扱う機器については着座位置から右手で操作できるようにした。通常使用しないスイッチ類については左側に配置し、主幹制御器ハンドル操作中には使用できないようにしている。また、運転士の異常時に対応する機器としてEB装置を導入したが、地下鉄線内ではEB装置は機能しないようにしている。
1号車・10号車の運転台は前面に大型ガラスを採用していることから、暑さ対策や紫外線対策として、前面窓と側面の三角形の窓には大型で完全遮光のフリーストップカーテンを装備した。運転室の空調は、ラインデリアに冷房のダクトを通すことで空調効果を高める一方、運転士の後頭部に冷風が直接当たらないように配慮した。運転席はハイバックシートで2度のリクライニング機能を持たせたほか、背面にコート掛けを設けた。6号車・7号車の運転台は、運転室構造を「く」の字形の構造とし、車掌台側はオープン構造とした ため、車掌スイッチには鎖錠カバーを設置した。
車両の情報を管理するシステムとしては、4000形と同様のシステムであるTIOS（列車情報小田急型管理装置）が採用されている。「自動遮断スイッチ」、「車両転動防止支援装置」、「停車予告」 など、実装されている機能は基本的に4000形と同様であるが、MSE車独自の機能として、停車駅表示と同時に編成両数も表示されること、3号車と8号車に搭載したAEDの収納箱扉を開いた場合に警告を発する といった機能が追加されている。
MSE車では分割・併合に対応する機器としてEXE車と同様に「自動ほろ装置」を設置した が、6両固定編成が単独で地下鉄線内に乗り入れる運用を考慮し、通路幅は地下鉄線内で脱出用通路となる場合を想定して、EXE車よりも50 mm拡大した600 mmとした。また、6号車の運転台では、電源がない状態でも自動ほろ装置を手動扱いによって貫通扉の開放と渡り板の展開が可能な構造とした。
保安装置は小田急線内で使用するOM-ATS装置・地下鉄線内で使用する車内信号式自動列車制御装置 (新CS-ATC) のほか、小田急線内で新しく採用されたD-ATS-P装置も準備工事として搭載した。ただし、4両固定編成が単独で地下鉄線内に乗り入れることは運用上想定していない ため、7号車の運転台には新CS-ATCは搭載していない。また、御殿場線への入線を想定して、御殿場線乗り入れに対応する保安装置の準備工事 が施されていたが、2011年度に6両固定編成全編成に、御殿場線内で使用する保安装置が設置された。

#### 走行関連機器
制御装置は東芝製のIGBT素子2レベルVVVFインバータを採用した。
主電動機2個×2台車×2群を1組とする1C8M方式であり、6両固定編成ではSVF089-A0形を2号車と4号車に、4両固定編成ではSVF089-B0形を8号車に搭載した。センサレスベクトル制御方式を採用しており、電力回生制動は停止寸前まで機能する純電気ブレーキ制御を有する。素子の冷却方式は、冷媒に水を使用し走行風によって冷却するヒートパイプ方式である。
主電動機は4000形で採用実績のある三菱電機製の外扇式全密閉かご形三相誘導電動機である 出力190kWのMB-5123-A2形を採用した。駆動装置はVSE車と同様にWNドライブが採用され、歯数比は79:19=4.16に設定した。
制動装置（ブレーキ）は、回生制動併用全電気指令式電磁直通制動とした。4000形と同様にTIOSによって編成全体で制動力の管理を行う方式で、制御車には滑走制御装置を搭載したほか、小田急・鉄道総合技術研究所（鉄道総研）・三菱電機・筑波大学四者による共同研究成果として、編成全体での滑走発生を抑制する「編成滑走制御」を導入している。基礎制動装置は電動車がシングル式（片押し式）のユニットブレーキで、制御車（付随車）においては4000形と同様にディスクブレーキ（ツインディスク式）が採用され、ユニットブレーキとの併用としている。
台車は、電動台車がND-739、付随先頭台車がND-739TA、付随中間台車がND-739Tで、いずれも日本車輌製造製の積層ゴム軸箱片支持式ボルスタレス台車である。この台車は、軸箱支持装置に左右荷重と前後荷重を負担する円筒積層軸ゴムを2箇所に配置した「タンデム式」と呼ばれるもので、ヨーダンパ設置をせずに蛇行動抑制や走行安定性向上を実現している。車輪径は電動台車が860mm、付随台車が810mmである。

#### その他機器
集電装置（パンタグラフ）はシングルアーム式のPT7113-B形を採用、2号車・3号車・8号車・9号車に設置した。舟体は、降雪時の着雪量低減を図るため、強度を上げながら枠を薄くするために薄形角パイプのアルミニウム製とし、避雷器を集電装置の台枠に直接取り付けた。
冷房装置については、冷凍能力20,000 kcal/h (23.26 kW) の集約分散式三菱電機CU-733形を採用、各車両屋根上に2台ずつ搭載した。暖房装置は冷房装置内蔵のシーズ線ヒータ (6 kW) に加え、座席下部にスペースヒータを設置している。補助電源装置は、出力260 kVAのIGBT素子式静止形インバータ (SIV) を3号車・9号車に搭載した。電動空気圧縮機 (CP) については、三相交流440Vで駆動する低騒音スクロール式を採用、小容量のスクロール圧縮機を2台もしくは3台で1ユニットとする「マルチコンプレッサシステム」として、1号車・5号車・7号車・10号車に搭載した。
警笛については、空気笛はAW-5C形、電子笛には八幡電気産業製のYA-04046形が搭載されたほか、VSE車と同様、SE車からRSE車まで設けられていた補助警報音と同じメロディのミュージックホーンが採用され、小田急線と千代田線で使用される（御殿場線ではJR東海の規定により使用が禁止されている）。
2017年に決定された東京メトロ全路線全駅全ホームへのホームドア完全設置計画に関連し、本車両に、ホームドアに干渉する車両のドアを締め切る為のドアカット機能が追加された。また、2022年11月以降の小田急線内ホームドア設置工事に関連してシステムが強化された。千代田線内は2・3・6・10号車のドアが、小田急線・箱根登山線・御殿場線内は、ホームドア設置駅・未設置駅を問わず、4・7号車のドアが締め切られる。

## 沿革
2007年（平成19年）9月に60251×6が入線、同年10月の「ファミリー鉄道展」で展示されたが、営業運行開始前の展示は異例のことであった。2008年（平成20年）3月15日より営業運行を開始、小田急の駅では「青い、ロマンスカー」と大きく宣伝された。
運用開始時点での定期運用は、平日が「メトロさがみ70号」・「メトロホームウェイ71号」・「メトロホームウェイ41号」・「メトロホームウェイ43号」で、土休日は「メトロさがみ80号」（日によっては「ベイリゾート90号」）・「メトロはこね21号」・「メトロはこね22号」・「メトロはこね23号」・「メトロはこね24号」・「メトロホームウェイ43号」（日によっては「ベイリゾート90号」） であった。この時点では6両固定編成×2編成と4両固定編成×1編成だけしかなく、平日ダイヤでは全ての編成が運用に入っており予備車がなかったため、平日ダイヤの「メトロさがみ70号」で北千住駅に到着した後は綾瀬駅で折り返して喜多見検車区まで回送して検査時間を確保していた。休日ダイヤでは6両固定編成と4両固定編成を各1編成ずつ使用していた。
同年夏には江ノ島線へ直通する臨時特急「湘南マリン号」に使用され、2009年（平成21年）1月1日には「ニューイヤーエクスプレス」に運用される など、臨時列車にも使用されるようになり、2009年（平成21年）2月には地下鉄直通の臨時特急として、臨時特急「メトロおさんぽ号」も運行された。また、VSE車が検査を行う際にはVSE車の運用に入った ほか、2009年9月13日には、ブルーリボン賞受賞記念として、新宿発の箱根特急の運用に入った など、愛称の "Multi" の意味そのままに多彩な運用が見られるようになった。団体専用列車では、MSE車で新しく実装された「任意愛称表示」の機能を使用して、「○○幼稚園号」のように団体名を愛称として表示の上運行することがある。2009年には6両固定編成が1編成増備された。
列車内のカフェカウンターは、「メトロはこね」や他形式運用の代走など、箱根特急運用時のみの営業で、ワゴン販売中はカフェカウンターは営業しない。
2010年（平成22年）1月中旬より、LSE車とHiSE車は部品の一部に不具合が見つかったことを理由として 全面的に運用から離脱していた。その最中の同年1月14日には本来LSE車・HiSE車で運行される「ホームウェイ」 や箱根特急 などにMSE車が使用された。
2011年度には6両固定編成・4両固定編成が各1編成ずつ増備された。なお、有楽町線へ直通する「ベイリゾート」については、同線各駅へのホームドア設置の関連で2011年10月以降運行が休止され、2012年3月17日以降は運転終了となった。
前述の通り、計画段階では土休日に新宿駅発着の特急列車に使用することになっていた が、実際に運用についてからは、小田急の特急車両でありながら、臨時に他の特急車両運用に入るか臨時列車としての運行以外には新宿駅発着の運用はなかった。しかし、2012年3月17日からは新宿駅発着で御殿場線へ直通する特急「あさぎり」の全列車と、土休日ダイヤで「あさぎり」と併結する「えのしま11号」 と「えのしま12号」 をはじめ、「さがみ」「はこね」「ホームウェイ」なども含めて新宿発着の定期列車にMSE車が運用されることになった。御殿場線乗り入れに伴い、2011年度に6両固定編成全編成に乗り入れに必要な機器の設置が行われた。
2015年（平成27年）11月には6両固定編成・4両固定編成が各1編成ずつ増備された。
2024年（令和6年）秋に実施した60253×6の定期検査に際し、小田原方3両（1 - 3号車）は車体の塗装工程を省略し同色のラッピングを施した。新宿方3両（4 - 6号車）は従来通りの塗装を行っており、色味の違いが見て取れる。

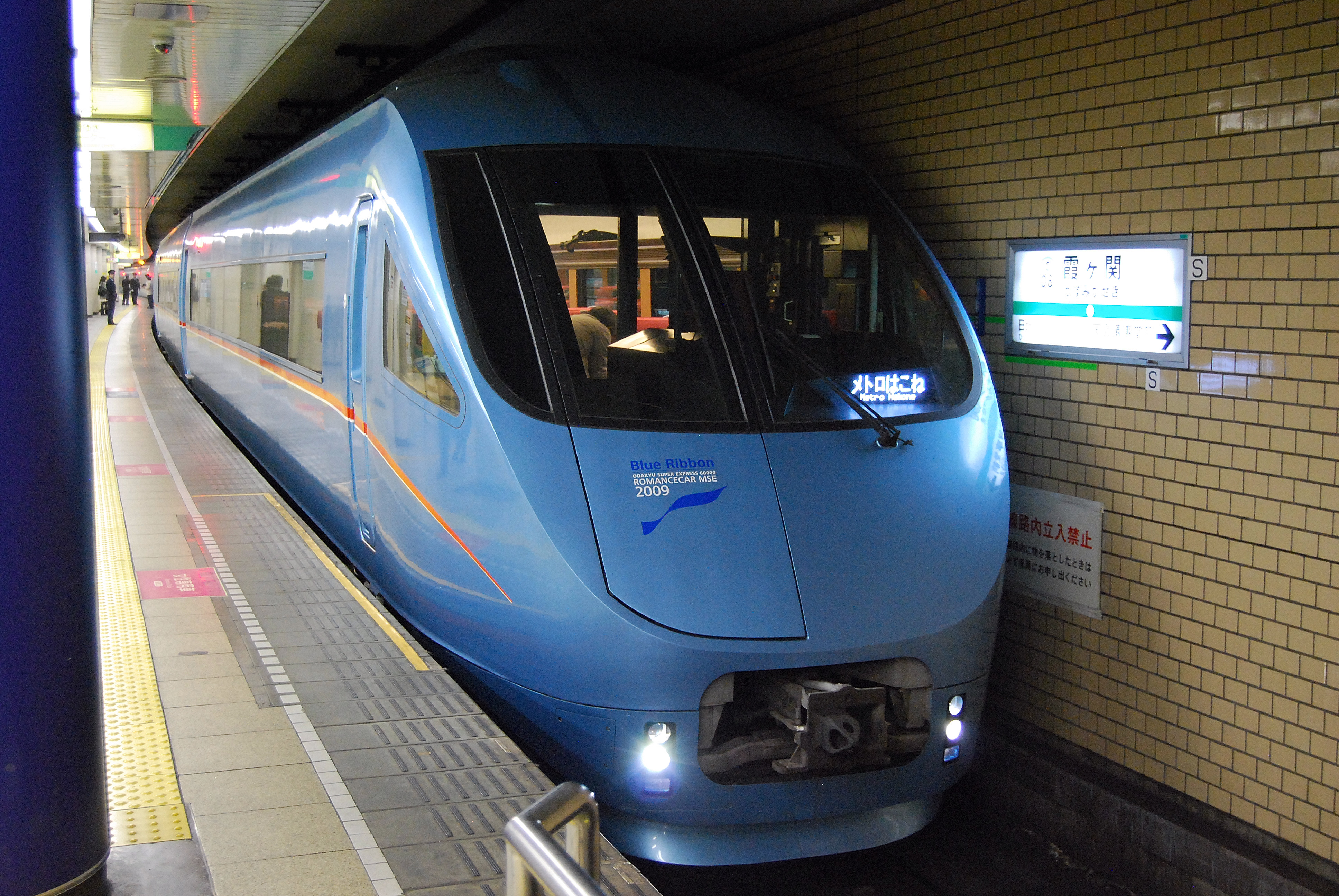
「メトロはこね」運用に入ったMSE車
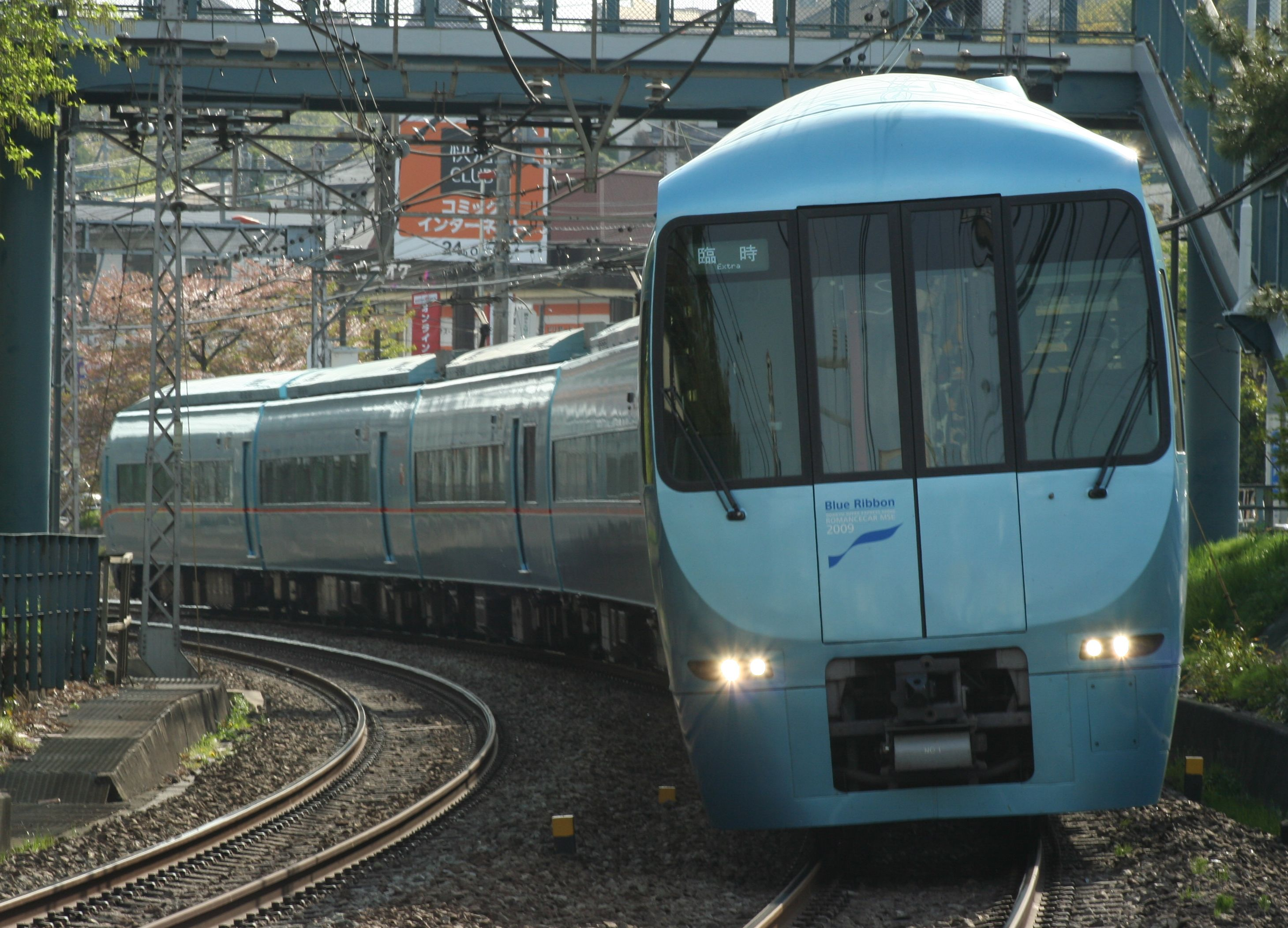
臨時列車に運用されるMSE車
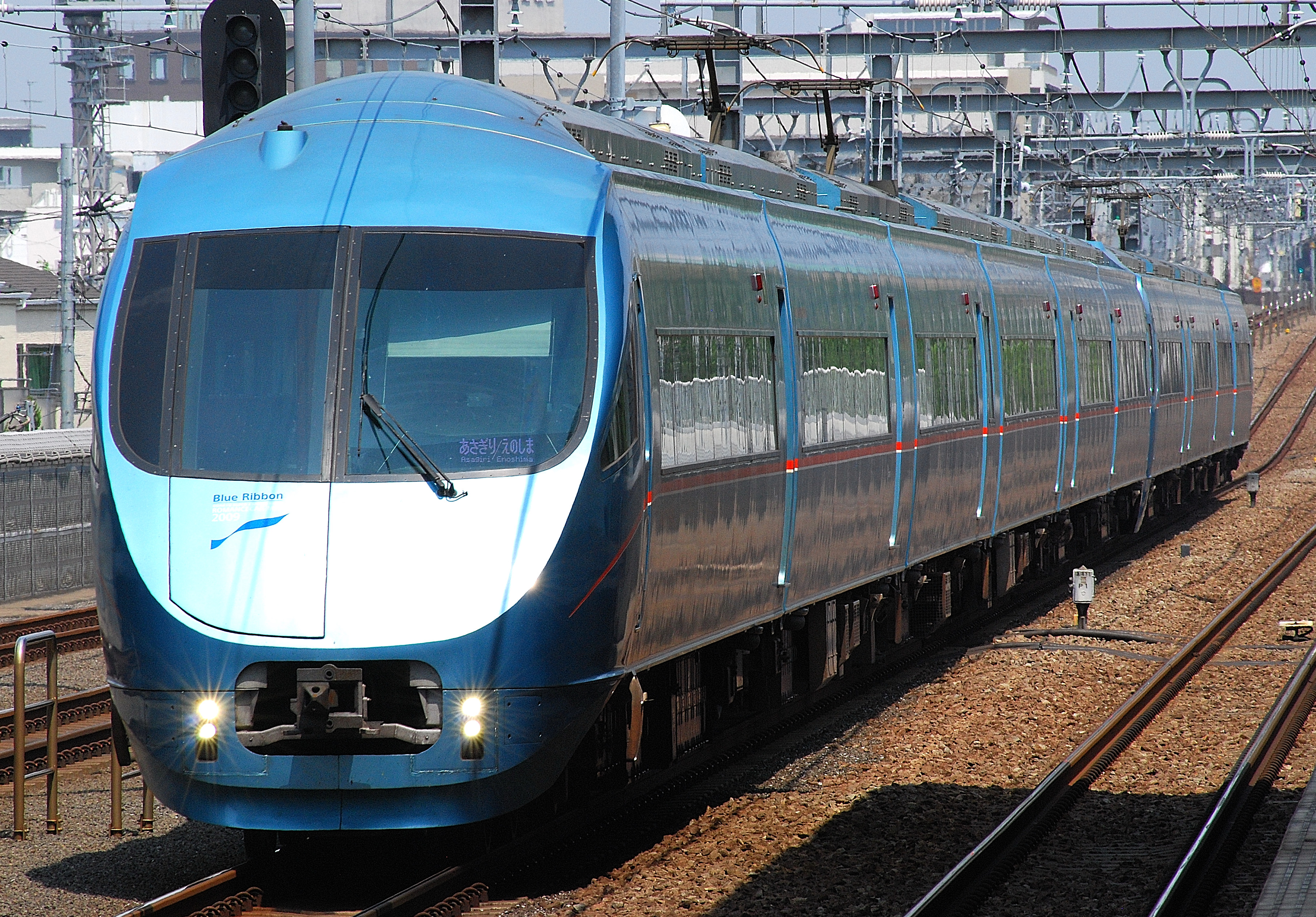
「あさぎり・えのしま11号」として併結運用に入ったMSE車

## 編成表
凡例Tc…制御車、M…電動車、VVVF…制御装置、SIV…補助電源装置、CP…電動空気圧縮機、PT…集電装置、ATC…新CS-ATC、ATS…ATS-PT
乗 …乗務員室、車…車椅子対応座席、売…売店・自動販売機・自動体外式除細動器 (AED) 、WC…トイレ・化粧室、VWC…車椅子対応トイレ・化粧室
|          | ← 箱根湯本・藤沢・御殿場新宿・北千住 → |               |               |               |               |               |
| 号車     | 1                                      | 2             | 3             | 4             | 5             | 6             |
| 形式     | クハ60050                              | デハ60000     | デハ60000     | デハ60000     | デハ60000     | クハ60050     |
| 区分     | 60550 (Tc2)                            | 60500 (M4)    | 60400 (M3)    | 60300 (M2')   | 60200 (M1')   | 60250 (Tc1')  |
| 車両番号 | 60551 ∥ 60555                          | 60501 ∥ 60505 | 60401 ∥ 60405 | 60301 ∥ 60305 | 60201 ∥ 60205 | 60251 ∥ 60255 |
| 搭載機器 | CP,ATC,ATS                             | VVVF,PT       | SIV,PT        | VVVF          | CP            | ATC,ATS       |
| 自重     | 32.1t                                  | 39.6t         | 38.9t         | 38.3t         | 36.4t         | 32.3t         |
| 車内設備 | 乗                                     | WC            | 売            |               | 車、VWC       | 乗            |
| 定員     | 56                                     | 60            | 56            | 68            | 52            | 60            |

|          | ← 小田原新宿・北千住 → |               |               |               |
| 号車     | 7                      | 8             | 9             | 10            |
| 形式     | クハ60050              | デハ60000     | デハ60000     | クハ60050     |
| 区分     | 60150 (Tc2')           | 60100 (M2)    | 60000 (M1)    | 60050 (Tc1)   |
| 車両番号 | 60151 ∥ 60153          | 60101 ∥ 60103 | 60001 ∥ 60003 | 60051 ∥ 60053 |
| 搭載機器 | CP                     | VVVF,PT       | SIV,PT        | CP,ATC        |
| 自重     | 33.1t                  | 38.8t         | 38.5t         | 31.8t         |
| 車内設備 | 乗                     | 車、VWC       | 売            | 乗            |
| 定員     | 60                     | 54            | 56            | 56            |